# Джин Сазерленд Боґґс
Грейс Джин Сазерленд Боґґс (11 червня 1922 — 22 серпня 2014) — канадська академікиня, мистецтвознавиця та державна службовиця. Вона була першою директоркою Національної галереї Канади та Музею мистецтв Філадельфії, спеціалізувалась у творчості Едґара Деґа та Пікассо.

## Раннє життя
Народилася в Негрітосі, Перу, 11 червня 1922 року в родині Олівера Десмонда та Хумії Марґеріт (до шлюбу Сазерленд). Боґґс навчалася в коледжі Алма в Сент-Томасі, Онтаріо, який закінчила у 1938 році. Здобула ступінь бакалавра мистецтв в університеті Трініті-коледжу в 1942 році, ступінь магістра в 1946 році та ступінь доктора філософії у 1953 році в коледжі Редкліфф.

## Робота
З 1942 по 1944 рік Боґґс була секретаркою з питань освіти Художньої асоціації Монреаля (сьогодні відомого як Монреальський музей красних мистецтв). У 1948 році вона приєдналася до факультету коледжу Скідмор як доцентка. З 1949 по 1952 рік вона була асистенткою професора в коледжі Маунт-Голіок. З 1954 по 1962 рік була асистенткою і доценткою Каліфорнійського університету. У 1962 році була призначена кураторкою Художньої галереї Торонто, а у 1964 році професоркою мистецтвознавства у Вашингтонському університеті в Сент-Луїсі.
У 1966 році Боґґс Боґґс була призначена першою жінкою і п'ятою директоркою Національної галереї Канади і працювала на цій посаді до 1976 року. Під час її роботи колекція галереї зросла більш ніж на 8600 експонатів, включаючи роботи Деґа, Ван Ґога, Поллока, Групи семи та початку колекції фотографій галереї. З 1976 по 1979 рік вона була професоркою образотворчого мистецтва в Гарвардському університеті.
З 1978 по 1982 рік була директоркою Музею мистецтв Філадельфії. Вона замінила Евана Тернера, який пішов після суперечки з опікунською радою. Під її керівництвом музей придбав картину Едґара Деґа «Після купання», яка нині вважається одним із найважливіших надбань музею у післявоєнний період. Вона також очолювала музей під час відомої виставки індійського мистецтва «Прояви Шиви» мистецтвознавиці Стелли Крамріш у 1981 році.
З 1982 по 1985 рік Боґґс була головною директоркою корпорації будівництва музеїв Канади, де керувала будівництвом спеціально побудованої будівлі Національної галереї та унікального Канадського музею цивілізації (сьогодні відомого як Канадський музей історії) у співпраці з архітекторами Моше Сафді та Дугласом Кардиналом. З 1991 по 1993 рік вона була старшою радницею Фонду Ендрю В. Меллона. Як мистецтвознавиця, написала книги про життя Едґара Деґа, зокрема «Портрети Деґа» (1962).
Джин Боґґс померла 22 серпня 2014 року у віці 92 років в Оттаві, Онтаріо. 